# Godendorfer See
Der Godendorfer See liegt im Naturpark Feldberger Seenlandschaft, im Landkreis Mecklenburgische Seenplatte in Südostmecklenburg auf dem Gemeindegebiet Godendorf. Der namensgebende Ort liegt am Ostende des Sees. Er ist in einen größeren Vorder- und kleineren Hintersee gegliedert, welche nur über eine schmale Seeenge miteinander verbunden sind. Das Seeufer ist an dieser Stelle sehr sumpfig. Der See ist über beide Becken 1500 Meter lang und bis zu 550 Meter breit. Ein Kilometer südlich des Sees befindet sich die Landesgrenze zu Brandenburg.